# Krakowiak

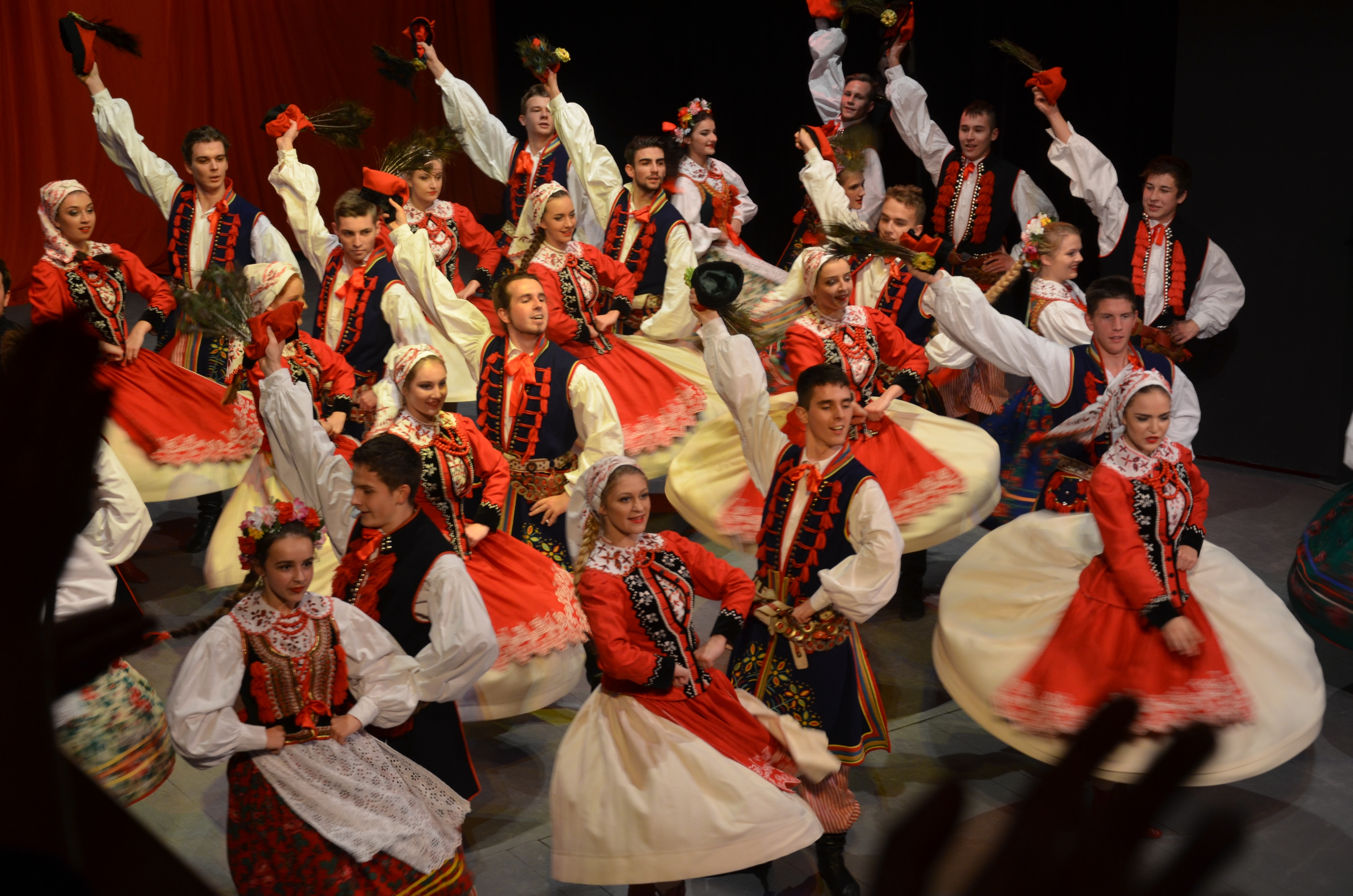
Krakowiak (2015).

La krakowiak es una danza polaca rápida y asincopada en Cracovia y la Pequeña Polonia. Se hizo popular en los salones de baile de Viena (Krakauer) y en París (Cracovienne)— donde, junto a la polonesa y la mazurca, señaló la sensibilidad romántica de simpatía hacia la pintoresca, lejana y oprimida nación— y en Rusia a mediados del siglo XIX. Una krakoviak aparece en la ópera Una vida por el Zar de Mijaíl Glinka (1836).
La primera Krakowiak impresa apareció en el álbum para piano de Franciszek Mirecki, "Krakowiaks ofrecidos a las Damas de Polonia" (Varsovia, 1816). Frédéric Chopin escribió una krakowiak concertante de bravura: Grand Rondeau de Concert para piano y orquesta (op. 14, 1828).